# Radovan Pankov
Radovan Pankov est un footballeur serbe né le 5 août 1995 à Novi Sad. Il évolue au poste de défenseur central au Legia Varsovie.

## Biographie
Radovan Pankov participe à la Coupe du monde des moins de 20 ans 2015 qui se déroule en Nouvelle-Zélande. Lors du mondial, il ne joue aucun match. La Serbie remporte la compétition en battant le Brésil en finale.

## Palmarès
Serbie -20 ans
- Vainqueur de la Coupe du monde des moins de 20 ans en 2015.

 Étoile rouge de Belgrade
- Champion de Serbie en 2020 et 2021.
- Vainqueur de la Coupe de Serbie en 2021.